# چارلز سامنر هملین
چارلز سامنر هملین (انگلیسی: Charles Sumner Hamlin; زاده ۳۰ اوت ۱۸۶۱ – درگذشته ۲۴ آوریل ۱۹۳۸) سیاست‌مدار اهل ایالات متحده آمریکا بود.
وی دومین رئیس بانک مرکزی آمریکا بود.